# Episodi di Chante! (terza stagione)
La terza stagione della serie televisiva Chante! è stata trasmessa in Francia sul canale France 2. 
In Italia è stata trasmessa in anteprima a pagamento, tutti i giorni feriali dal 6 luglio 2010 al 22 luglio 2010 sul canale Mya, con un doppio episodio quotidiano, mentre in chiaro è stata proposta da La 5 subito dopo la seconda stagione.
| nº | Titolo originale               | Titolo italiano                  | Prima TV Francia | Prima TV Italia |
| -- | ------------------------------ | -------------------------------- | ---------------- | --------------- |
| 1  | Redistribution                 | Crescere                         | -                | 6 luglio 2010   |
| 2  | Cendrillon                     | Cenerentola                      | -                | 6 luglio 2010   |
| 3  | Une place pour deux            | Un solo posto per due            | -                | 7 luglio 2010   |
| 4  | Déconnexion                    | La regola e l'eccezione          | -                | 7 luglio 2010   |
| 5  | Je crois ce que je vois        | Credo a quello che vedo          | -                | 8 luglio 2010   |
| 6  | Des lendemains qui dé-chantent | Il disincanto del giorno dopo    | -                | 8 luglio 2010   |
| 7  | Maintenant ou jamais           | Adesso o mai più                 | -                | 9 luglio 2010   |
| 8  | Chacun sa place                | Ognuno al proprio posto          | -                | 9 luglio 2010   |
| 9  | Etre soi                       | L'importanza di essere se stessi | -                | 12 luglio 2010  |
| 10 | La bonne idée?                 | Una buona idea                   | -                | 12 luglio 2010  |
| 11 | Manipulation sentimentale      | Manipolazione sentimentale       | -                | 13 luglio 2010  |
| 12 | Scrupules or not?              | Scrupoli                         | -                | 13 luglio 2010  |
| 13 | Inacessible étoile             | La stella inaccessibile          | -                | 14 luglio 2010  |
| 14 | Muse                           | La musa                          | -                | 14 luglio 2010  |
| 15 | Le clash                       | La rottura                       | -                | 15 luglio 2010  |
| 16 | Une histoire de melon          | Dalla luce all'ombra             | -                | 15 luglio 2010  |
| 17 | A star is born                 | È nata una stella                | -                | 16 luglio 2010  |
| 18 | Nul n'est irremplaçable        | Nessuno è insostituibile         | -                | 16 luglio 2010  |
| 19 | Retour vers le futur           | Ritorno al futuro                | -                | 19 luglio 2010  |
| 20 | Egotrip                        | Viaggio nell'ego                 | -                | 19 luglio 2010  |
| 21 | Les rats quittent le navire    | I topi abbandonano la nave       | -                | 20 luglio 2010  |
| 22 | Le spectacle de ma vie         | Lo spettacolo della mia vita     | -                | 20 luglio 2010  |
| 23 | Faite pour ça                  | Nata per questo                  | -                | 21 luglio 2010  |
| 24 | Chante!                        | Canta!                           | -                | 21 luglio 2010  |
| 25 | Coup de pression               | Colpo di grazia                  | -                | 22 luglio 2010  |
| 26 | La part des choses             | Fuga di talenti                  | -                | 22 luglio 2010  |